# Länsimäki
Länsimäki (en suédois : Västerkulla) est un quartier de Vantaa, une des principales villes de l'agglomération d'Helsinki (Finlande).

## Galerie

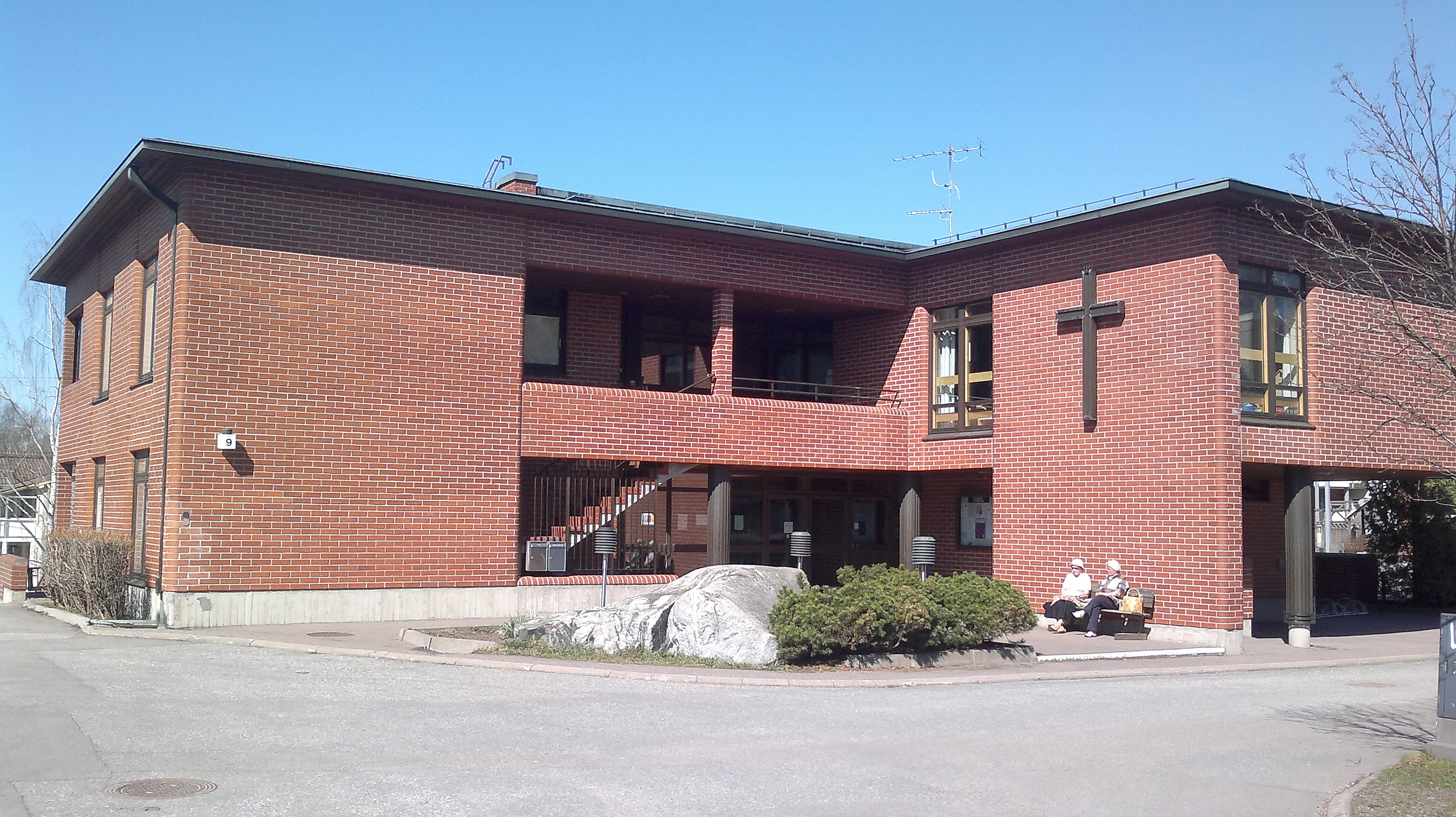
L'église de Länsimäki.
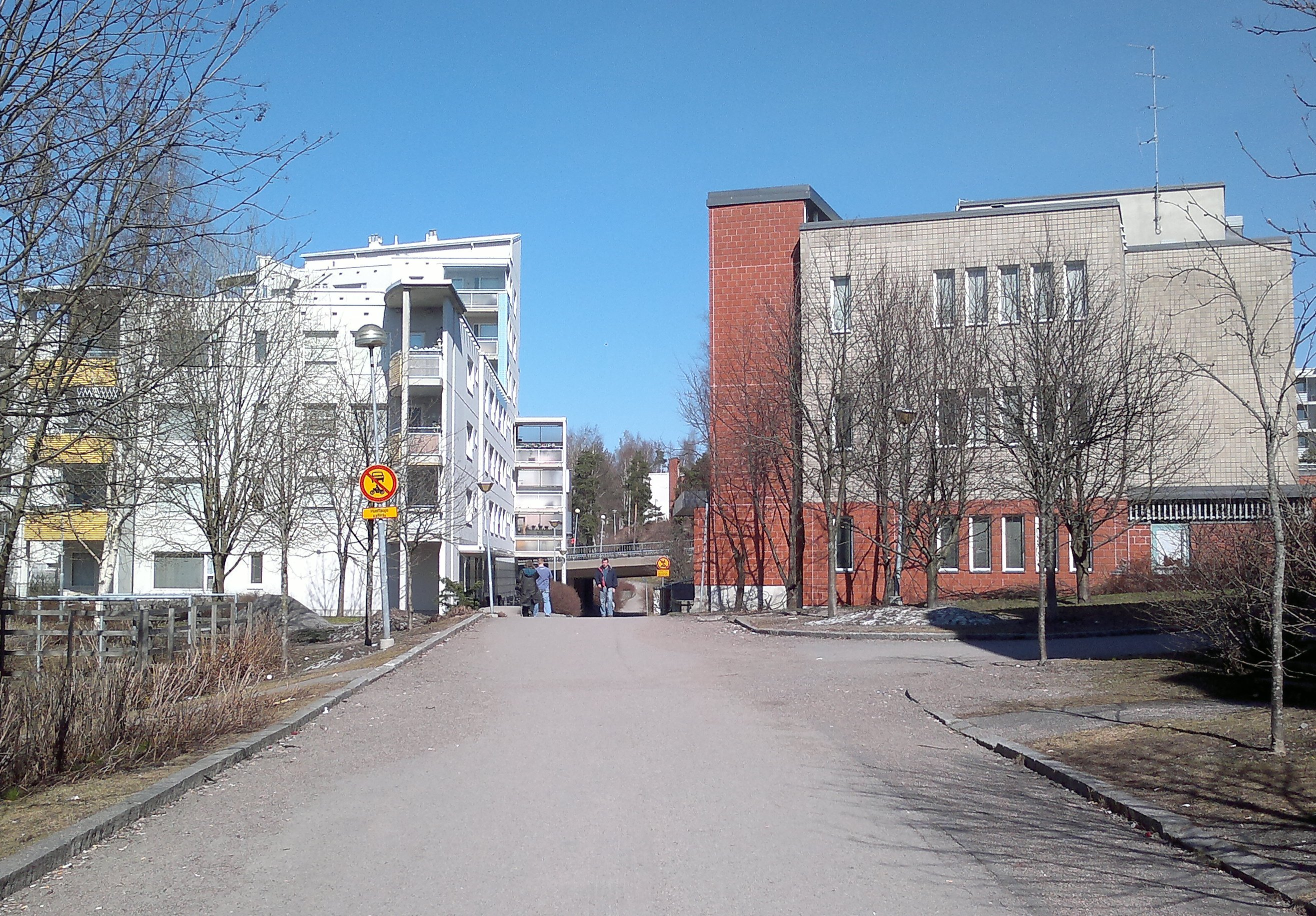
Le quartier de Länsimäki.